# Cardiff Giant

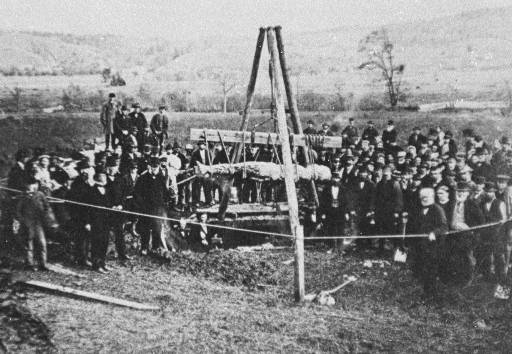
Eine Fotografie der Ausgrabung des Riesen aus dem Oktober 1869

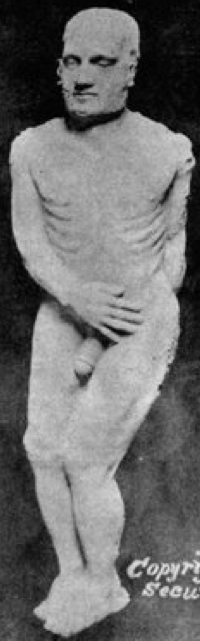
Cardiff Giant

Der Cardiff Giant, Gigant von Cardiff oder der amerikanische Goliath ist als eine der größten wissenschaftlichen Fälschungen in die Geschichte der nordamerikanischen Archäologie eingegangen. Es handelte sich dabei um die nach ihrem Herkunftsort, dem Dorf Cardiff im Staat New York, benannte Statue eines  Riesen. Hergestellt wurde die Statue von dem Tabakpflanzer George Hull. Er war eigentlich Atheist, besuchte aber mit seiner Schwester 1868 ein Methodistentreffen, auf dem ein Prediger unter anderem die Bibelstelle Gen 6,4  zitierte, wo zu lesen ist: „Zu der Zeit und auch später noch, als die Gottessöhne zu den Töchtern der Menschen eingingen und sie ihnen Kinder gebaren, wurden daraus Riesen auf Erden.“ Anschließend diskutierte Hull mit dem Prediger heftig  über die Existenz von Riesen in früheren Zeiten. Dabei kam Hull eine Idee, die er umgehend in die Tat umsetzte. Er erwarb einen 3,2 m langen Gipsblock aus Fort Dodge, Iowa, wobei er erzählte, dieser würde für eine Statue von Abraham Lincoln benötigt. Er verfrachtete den Gips nach Chicago, wo er den deutschen Steinmetz Edward Burghardt beauftragte, das Ebenbild eines Mannes zu erstellen und verpflichtete ihn zu Verschwiegenheit.
Es wurden verschiedene Säuren und Farben benutzt, um den Riesen alt und verwittert aussehen zu lassen. Die Oberfläche wurde mit auf einem Brett befestigten Stahlnadeln bearbeitet, um Poren zu simulieren. Im November 1868 transportierte Hull die Statue per Bahn und vergrub sie auf dem Gelände seines Verwandten und Komplizen William Newell. Bis dahin hatte er 2600 US-Dollar für die Fälschung ausgegeben (ungefähr 46.000 US-Dollar in heutiger Zeit). Ungefähr ein Jahr später heuerte Newell Gideon Emmons und Henry Nichols an, angeblich um einen Brunnen zu graben, wobei der Riese „entdeckt“ werden sollte. Vor dem geplanten Termin wurden aber in der Nähe von einem anderen Farmer beim Pflügen alte Knochen frei gelegt. Wissenschaftler der Universität of Cornell begutachteten den Fund und hielten ihn für archäologisch wertvoll. Da die Öffentlichkeit nun schon aufmerksam geworden war, zog Hull den „Fundtermin“ für den vergrabenen Riesen auf den 15. Oktober 1869 vor.
Newell stellte ein Zelt über den „Cardiff Giant“ und berechnete 25 Cent Eintritt für Besucher, die den Riesen sehen wollten. Zwei Tage später erhöhte er den Preis auf 50 Cent. Die Menschen kamen in ganzen Wagonladungen.
Wissenschaftliche Beobachter identifizierten die angeblichen Fossilien schon kurze Zeit nach ihrer Entdeckung auf einer Farm als Schwindel, was der großen Zahl von zahlungswilligen Touristen aber keinen Abbruch tat.
Der amerikanische Zirkuspionier P. T. Barnum soll die Gunst der Stunde genutzt und mit einer Nachbildung die anreisenden Schaulustigen in die Irre gelockt haben. Nachdem das Interesse an der echten Fälschung nach Bekanntwerden der Hintergründe abnahm, entwickelte sich Barnums Ausstellung zum eigentlichen Renner.

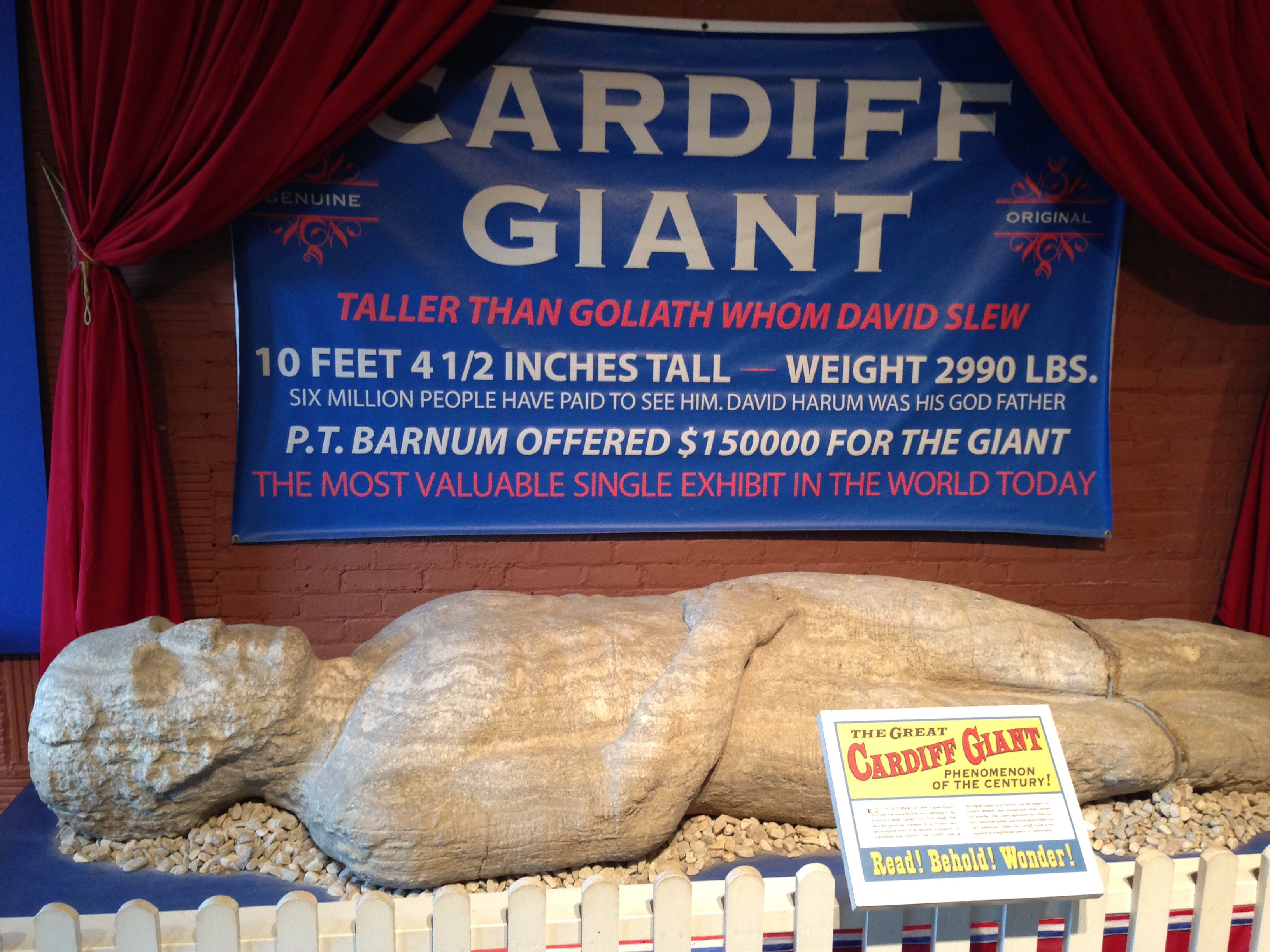
Der Cardiff Giant im Farmers’ Museum

Die Überreste des angeblichen Riesen von Cardiff sind heute im Landwirtschaftsmuseum von Cooperstown ausgestellt.

## Nachahmer
Der Cardiff Giant hat eine Reihe von ähnlichen Hoaxes inspiriert.
- 1876 wurde der Solid Muldoon in Beulah (Colorado) ausgestellt, für 50 Cent pro Eintrittskarte. Es gab auch das Gerücht, dass Barnum angeboten hatte, ihn für 20.000 Dollar zu kaufen. Ein Arbeitgeber enthüllte später, dass auch dies eine Kreation von George Hull war, der von Willian Conant unterstützt wurde. Der Solid Muldoon wurde aus Lehm, gemahlenen Knochen, Fleisch, Steinstaub und Gips hergestellt.[5]
- 1879 beauftragte der Besitzer eines Hotels am heutigen Taughannock Falls State Park Männer damit, einen falschen versteinerten Mann herzustellen und ihn dort zu platzieren, wo Arbeiter ihn ausgraben würden. Einer der Männer, die den Riesen vergraben hatten, enthüllte später betrunken die Wahrheit.[6][7]
- Im Jahr 1897 wurde ein versteinerter Mann, der flussabwärts von Fort Benton (Montana) gefunden wurde, von Veranstaltern als die Überreste des ehemaligen Territorialgouverneurs und US-Bürgerkriegsgenerals Thomas Francis Meagher ausgegeben. Meagher war im Jahr 1867 im Missouri River ertrunken. Der versteinerte Mann wurde in ganz Montana als Neuheit gezeigt und in New York und Chicago ausgestellt.[8]

Angebliche Funde von Skeletten und anderen Relikten von „Riesen“ beschäftigen auch in heutiger Zeit noch die Medien in den USA.